# Maggie på drift
Maggie på drift (engelska: The Maggie) är en brittisk Ealingkomedi från 1954, inspelad i Ealing Studios och i regi av Alexander Mackendrick.

## Handling
Filmen skildrar kulturkrocken  mellan en hårdnackad amerikansk affärsman och en listig skotsk sjökapten.

## Rollista i urval
- Paul Douglas - Calvin B. Marshall
- Alex Mackenzie - Kapten MacTaggart
- James Copeland - MacGregor
- Hubert Gregg - Pusey
- Dorothy Alison - Miss Peters
- Geoffrey Keen - Campbell
- Andrew Keir - reporter